# Honda CB 50

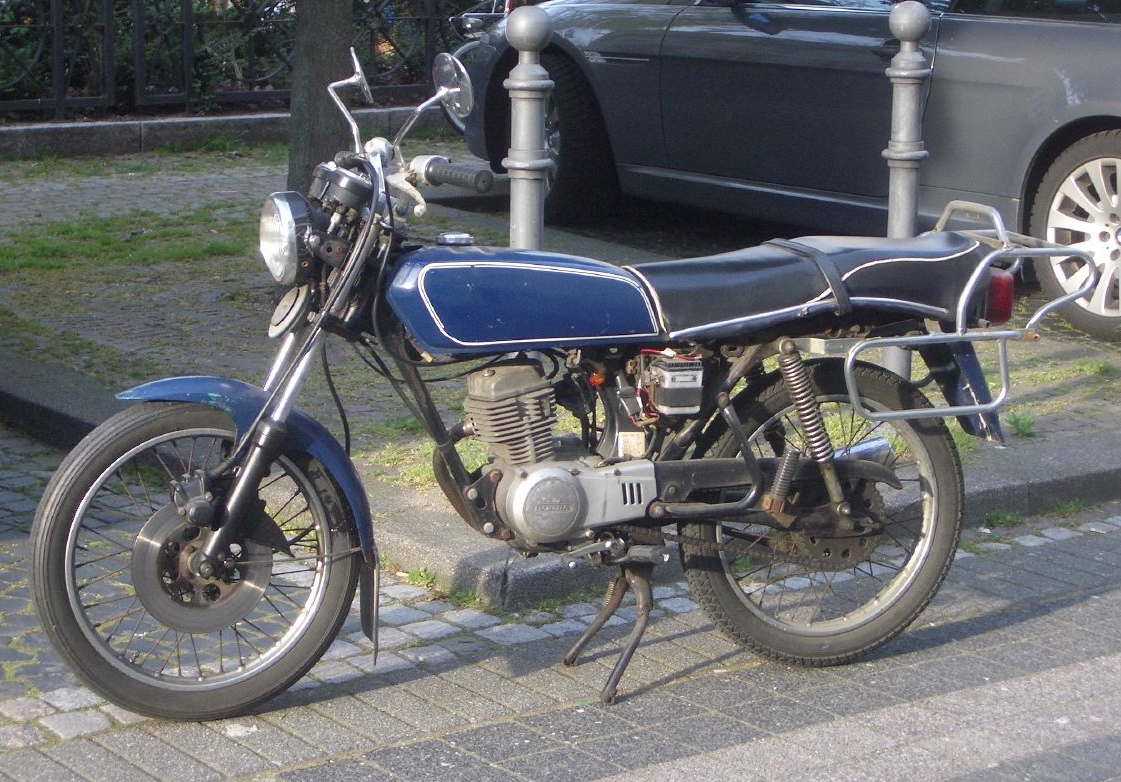
Honda CB50

De Honda CB50J is de kleinste versie van een reeks motoren die oploopt tot de 1000cc-versie met zes cilinders.
De eerste CB50's zijn vanaf 1977 gemaakt en zijn nooit in Nederland ingevoerd. Oorspronkelijk was de CB50 een lichte motorfiets, maar hij is in Duitsland voornamelijk als bromfiets verkocht. Met de invoering van het brommerkenteken is het mogelijk geworden de CB50 in Nederland op kenteken te krijgen door middel van een keuring bij de RDW. Bij deze keuring is bij een Duitse CB50 wel een zogenaamde Betriebserlaubnis of Gutachten nodig (Duits document van toelating). Dit geldt alleen voor zogenaamde Mokicks met een maximale snelheid van 40 km/uur.
De Honda CB50 heeft een 50cc-viertaktmotor, waarmee hij de 85 km/h kan halen, mits deze niet begrensd is. Om aan de Europese toelatingseisen te voldoen, mocht de CB50J als brommer niet sneller dan 45 km/u. Om niet harder te kunnen dan deze snelheid moest de motor flink geknepen worden. De CB50 werd voorzien van een begrenzing in het vliegwiel. Een vliegwielbegrenzer werkt door middel van twee veren in het vliegwiel, die naarmate de snelheid van het vliegwiel stijgt (meer omw/min is meer snelheid) het tijdstip van ontsteking verlaat (middelpuntvliedende kracht). Daardoor verliest de motor na een bepaald toerental zijn kracht, waardoor geen versnelling meer mogelijk is. Een andere begrenzing is de uitlaat, waarin een vernauwing is aangebracht. Ook de nokkenas en de kleppen zijn kleiner geworden om de hoeveelheid brandstof in de verbrandingskamer te beperken.

## Technische gegevens
| Motorspecificaties   | Motorspecificaties                                                   |
| -------------------- | -------------------------------------------------------------------- |
| Type                 | viertakt, luchtgekoeld, 1 verticale cilinder, bovenliggende nokkenas |
| Boring & slag        | 42 mm × 35,6 mm                                                      |
| Cilinderinhoud       | 49 cc                                                                |
| Carburateur          | Ronde schuif 13 mm                                                   |
| Compressieverhouding | 1:9,5                                                                |
| Stationair toerental | 1500 rpm                                                             |
| Smeringsysteem       | Oliepomp                                                             |
| Olie-inhoud          | 0,9 liter                                                            |
| Startsysteem         | Kickstart                                                            |
| Aantal pk            | 2,5 pk @ 7.000 rpm                                                   |
| Koppel               | 0,3 kg·m @ 5.000 rpm                                                 |

| Transmissie               | Transmissie                   |
| ------------------------- | ----------------------------- |
| Type                      | 4 versnellingen, voetbediend  |
| Koppeling                 | Natte, dubbeleplaatskoppeling |
| Overbrengingsverhouding   | 4,437                         |
| 1e-versnellingsverhouding | 3,083                         |
| 2e-versnellingsverhouding | 1,887                         |
| 3e-versnellingsverhouding | 1,333                         |
| 4e-versnellingsverhouding | 1,041                         |
| Voortandwiel              | 12 tands                      |
| Achtertandwiel            | 44 tands                      |

| Framespecificaties | Framespecificaties          |
| ------------------ | --------------------------- |
| Type               | Buizenframe                 |
| Voorvork           | Telescoopvoorvork           |
| Achtervering       | Schokdempers met achterbrug |
| Voorwiel           | 2,5 inch × 17 inch          |
| Achterwiel         | 2,75 inch × 17 inch         |
| Voorrem            | Mechanische schijfrem       |
| Achterrem          | Pedaalbediende naafrem      |

| Elektraspecificaties   | Elektraspecificaties                      |
| ---------------------- | ----------------------------------------- |
| Ontsteking             | Puntenontsteking met magnetisch vliegwiel |
| Opbrengst              | 0,066 kW @ 5000 rpm                       |
| Accu                   | 6V 4AH                                    |
| Koplamp groot/dimlicht | 25/25 watt                                |
| Achter/stoplicht       | 5/21 watt                                 |
| Richtingaanwijzer      | 21 watt                                   |

| Algemene afmetingen | Algemene afmetingen |
| ------------------- | ------------------- |
| Lengte              | 179,5 cm            |
| Breedte             | 66,5 cm             |
| Hoogte              | 95 cm               |
| Wielbasis           | 117,5 cm            |
| Zithoogte           | 77 cm               |
| Grondspeling        | 18 cm               |
| Tankinhoud          | 7,8 liter           |
| Leeggewicht         | 80 kg               |